# Aeroporto de Tenerife Sul
O Aeroporto de Tenerife Sul (em castelhano:  Aeroporto de Tenerife Sur (IATA: TFS, ICAO: GCTS)), também chamado de Aeroporto de Tenerife Sul–Rainha Sofía, é um aeroporto localizado na ilha espanhola de Tenerife, no município de Granadilla de Abona, nas ilhas Canárias.

## Linhas aéreas e destinos
O aeroporto possui dois terminais, um para a União Europeia e voos domésticos continentais (Terminal A), e outro para voos fora da Europa e voos entre as ilhas (Terminal B-C).